# Ozarba dissoluta
Ozarba dissoluta är en fjärilsart som beskrevs av Embrik Strand 1917. Ozarba dissoluta ingår i släktet Ozarba och familjen nattflyn. Inga underarter finns listade i Catalogue of Life.